# 菲利克斯鎮區 (伊利諾伊州格蘭迪縣)
菲利克斯鎮區（英語：Felix Township）是位於美國伊利諾伊州格蘭迪縣的一個行政鎮區。

## 地方資料
根據2010年美國人口普查的數據，菲利克斯鎮區的面積為31.10平方千米，當中陸地面積為28.20平方千米，而水域面積為2.90平方千米。當地共有人口2432人，而人口密度為每平方千米78.2人。